# Yahiko
Yahiko (弥彦村?, Yahiko-mura) è un villaggio del distretto di Nishikanbara nella prefettura di Niigata in Giappone.
È l'unico villaggio rimasto nel distretto dopo che il 20 marzo 2006 due comuni dello stesso distretto si sono uniti formando la città di Tsubame.

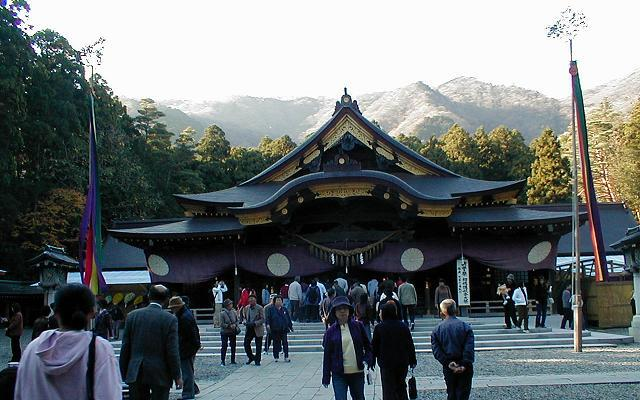
Il tempio di Yahiko.